# Sergiu Celac
Sergiu Celac (n. 26 mai 1939, București, România) este un politician și fost ministru de externe român.
A fost licențiat în Litere la Universitatea București, Facultatea de Filologie, secția engleză.
A intrat în diplomație în 1961, parcurgând prin concurs toate gradele, de la atașat (1963) la consilier (1972). Celac a fost translatorul prezidențial oficial pentru limba engleză și pentru limba rusă al lui Nicolae Ceaușescu cu liderii comuniști. .A fost traducatorul lui Nicolae Ceausescu la vizita lui Richard Nixon la Bucuresti, in 1969.
A fost și este membru fondator al Fundației Universitare a Mării Negre (FUMN), membru al Consiliului Director (din 1999), președinte executiv (2008-2010). Diplomat de carieră (1961-2000) cu rang de ambasador (1990), fost ministru al Afacerilor Externe (1989-1990); co-director alături de acad. M. Malița al revistei “Mileniul III” (1999-2004), director general supleant al Institutului Internațional de Studii asupra Mării Negre, Atena (2003-2007), consilier principal al Centrului Național pentru Dezvoltare Durabilă (2007-2013), vicepreședinte al Asociației Române pentru Clubul de la Roma (2000-2006, 2008-).
Frate cu arhitecta Mariana Celac, amândoi și-au făcut studiile la Bucuresti.
Între 28 decembrie 1989 - 28 iunie 1990 a făcut parte din  Guvernul Petre Roman (1), fiind ministru de externe.
La 20 decembrie 1990, Sergiu Celac a fost acreditat în calitatea de ambasador extraordinar și plenipotențiar al României în Regatul Unit al Marii Britanii și Irlandei de Nord. 
În perioada 1996-2000, în calitate de ambasador cu însărcinări speciale în Ministerul Afacerilor Externe, Sergiu Celac a efectuat misiuni în zona balcano-adriatică, Asia Centrala și Caucaz, Orientul Mijlociu și a participat la numeroase conferințe internaționale.

## Distincții
- Ordinul „Steaua Republicii Socialiste România” clasa a IV-a (4 mai 1971) „cu prilejul aniversării a 50 de ani de la constituirea Partidului Comunist Român, [...] pentru merite deosebite în opera de construire a socialismului”[5]
- Ordinul Național "Serviciul credincios" în grad de Mare Ofițer (1 decembrie 2000 [6]) pentru servicii deosebite aduse în politica externă a României